# Kościół św. Stanisława w Sarnakach (nowy)
Kościół Świętego Stanisława Biskupa i Męczennika w Sarnakach – rzymskokatolicki kościół parafialny należący do parafii dekanatu Sarnaki diecezji drohiczyńskiej.

## Historia
Drewniany kościół parafialny, powstały w 1818, od wielu lat wymagał gruntownego remontu, nie odpowiadał również warunkom parafii. Podjęto zatem decyzję o budowie nowej świątyni. Pierwsze plany powstały w 2003, wtedy to do parafii przybył ks. Ryszard Iwaniuk. Ze względu na jego śmierć rok później, jak również podczas kadencji następnego proboszcza, ks. Andrzeja Oleszczuka, nie udało rozpocząć się prac budowlanych. W 2008 nowym proboszczem parafii został ks. Andrzej Jakubowicz, którego głównym celem miało być rozpoczęcie budowy nowego kościoła. Mimo początkowych problemów (konserwator zabytków nie akceptował nowej lokalizacji, powstało stowarzyszenie domagające się renowacji istniejącej świątyni, a planowany koszt budowy wynosił kilkanaście milionów złotych), w 2012 udało się zdobyć pozwolenia na rozpoczęcie prac budowlanych.
7 września 2012 poświęcono plac pod budowę świątyni, a cztery dni później rozpoczęto budowę fundamentów. Główne prace budowlane trwały do 2020, 10 października 2020 biskup drohiczyński Piotr Sawczuk poświęcił nowy kościół.
W 2023 w świątyni trwały prace wykończeniowe. W tym czasie planowano również przeniesienie starego kościoła do skansenu, ale bez zabytkowych organów, które po renowacji poświęcono 20 sierpnia 2023 roku.

## Architektura
Kościół został wybudowany w stylu neobarokowym, według projektu Piotra Pytasza i Michała Bałasza. Ma 756 metrów kwadratowych powierzchni, ma 45 metrów długości, 42 metry wysokości i 22 metry szerokości. Zbudowany na planie krzyża łacińskiego, nawiązuje również do płynącej łodzi. Przed świątynią znajduje się ozdobna posadzka granitowa z wizerunkiem św. Michała Archanioła. Kruchta, odgrodzona od nawy głównej żelazną kratą, posiada dwie ozdobne kropielnice i dwie tablice, upamiętniające historię parafii i budowę nowego kościoła. Wewnątrz ozdobiony licznymi freskami, autorstwa Henryka Zagórskiego, nawiązującymi do postaci biblijnych, świętych, papieży i osób związanych z parafią. Wyposażenie pochodzi po części z dawnego kościoła, natomiast pozostałe elementy zostały sprowadzone z Azji. Ołtarz główny składa się z marmurowych: tabernakulum, licznych figur i drzewa z wizerunkiem Matki Bożej Fatimskiej. Oprócz ołtarza głównego w świątyni znajdują się również dwie kaplice boczne: Matki Bożej i św. Antoniego, przeniesione ze starej świątyni. W prezbiterium umieszczono również: ambonę, ołtarz, miejsce przewodniczenia z pulpitem z aniołami, drewniany tron, wykonany z drzewa mahoniowego, glorie symetrycznie nad amboną i tronem, a także chrzcielnicę z 2 aniołami i makietą nowego kościoła. W ramach prac powstały również: część dolna z kaplicą i chór.

## Organy
Organy zostały sprowadzone z kościoła ewangelickiego w Lwówku Śląskim. Szafa organowa pochodzi z instrumentu, jaki wybudował tamtym mieście Johann Heinrich Meinert młodszy z Wlenia. W latach 1893–1894 firma Heinricha Schlaga ze Świdnicy wstawiła do istniejącej szafy nowy instrument o 37 głosach. W 1931 kolejne organy w tej samej szafie wybudowała firma Sauer z Frankfurtu nad Odrą. Organy te zostały przywiezione do Sarnak w 1950 i złożone przez organmistrza Antoniego Grygorcewicza z Warszawy, a poświęcono je w 1951. Istniejące dotąd organy Kazimierza Potulskiego przeniesiono do Drohiczyna. W 1952 zamówiono siedem brakujących głosów językowych w firmie E.G. Leau z Paryża, które sprowadził i zainstalował Zygmunt Kamiński. W 2018 instrument zdemontowano i dwa lata później ustawiono w nowym kościele w Sarnakach. Prace wykonał organmistrz Krzysztof Grygowicz.
Dyspozycja instrumentu:
| Manuał I             | Manuał II                | Manuał III              | Pedał                       |
| -------------------- | ------------------------ | ----------------------- | --------------------------- |
| 1. Prinzipal 16’     | 1. Waldflöte 2’          | 1. Lieblich Gedackt 16' | 1. Cello 8’ *               |
| 2. Prinzipal 8’      | 2. Bourdon 16’           | 2. Geigenprinzipal 4’   | 2. Flautbass 8’             |
| 3. Gamba 8’          | 3. Oktave 4’             | 3. Flauto amabile 4’    | 3. Prinzipalbass 16’        |
| 4. Gedackt 8’        | 4. Blockflöte 4’         | 4. Rohrflöte 8’         | 4. Subbass 16’              |
| 5. Gemshorn 8’       | 5. Prinzipal 8’          | 5. Flauto dolce 8’      | 5. Echobass 16’ **          |
| 6. Spitzflöte 4’     | 6. Gedacktflöte 8’       | 6. Aeoline 8’           | 6. Oktavbass 8’             |
| 7. Oktave 4’         | 7. Quintatön 8’          | 7. Superoktave 2’       | 7. Oktave 4’                |
| 8. Quinte 2 2/3’     | 8. Salicet 8’            | 8. Nachthorn 2’         | 8. Quintbass 10 2/3’        |
| 9. Oktave 2’         | 9. Gemshornquinte 2 2/3’ | 9. Quinte 1 1/3’        | 9. Pedalmixtur 4f. [2 2/3’] |
| 10. Mixtur 5f. [2’]  | 10. Terz 1 3/5’          | 10. Zimbel 3f. [1’]     | 10. Posaune 16’             |
| 11. Cornett 4f. [2’] | 11. Blockflöte 1’        | 11. Oboe 8’             | 11. Krummhorn 8’ ***        |
| 12. Trompete 8’      | 12. Scharf 4f. [1 1/3’]  |                         | 12. Singend Cornett 2’      |
|                      | 13. Krummhorn 8’         |                         |                             |
|                      | 14. Messingregal 4’      |                         |                             |
|                      | 15. Rankett 16’          |                         |                             |

## Galeria

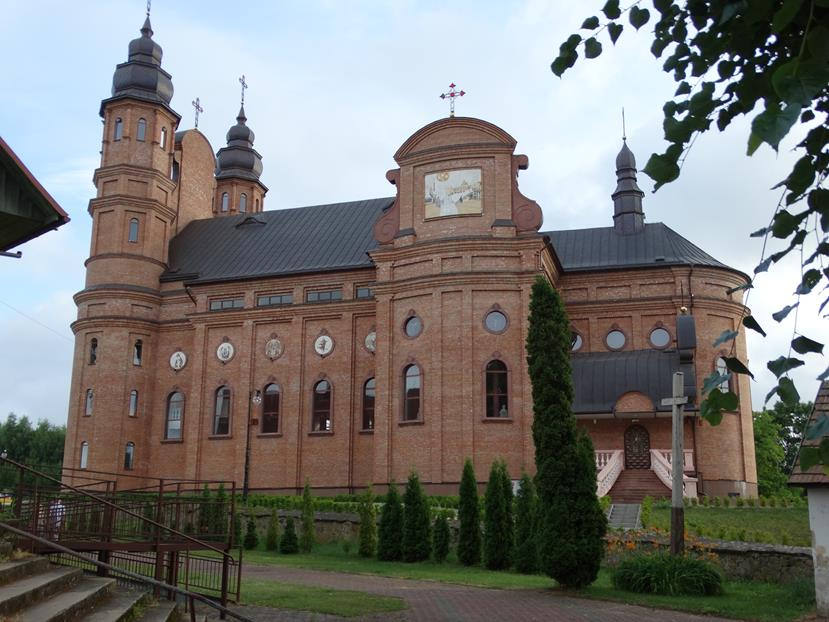
Kościół od strony nawy bocznej
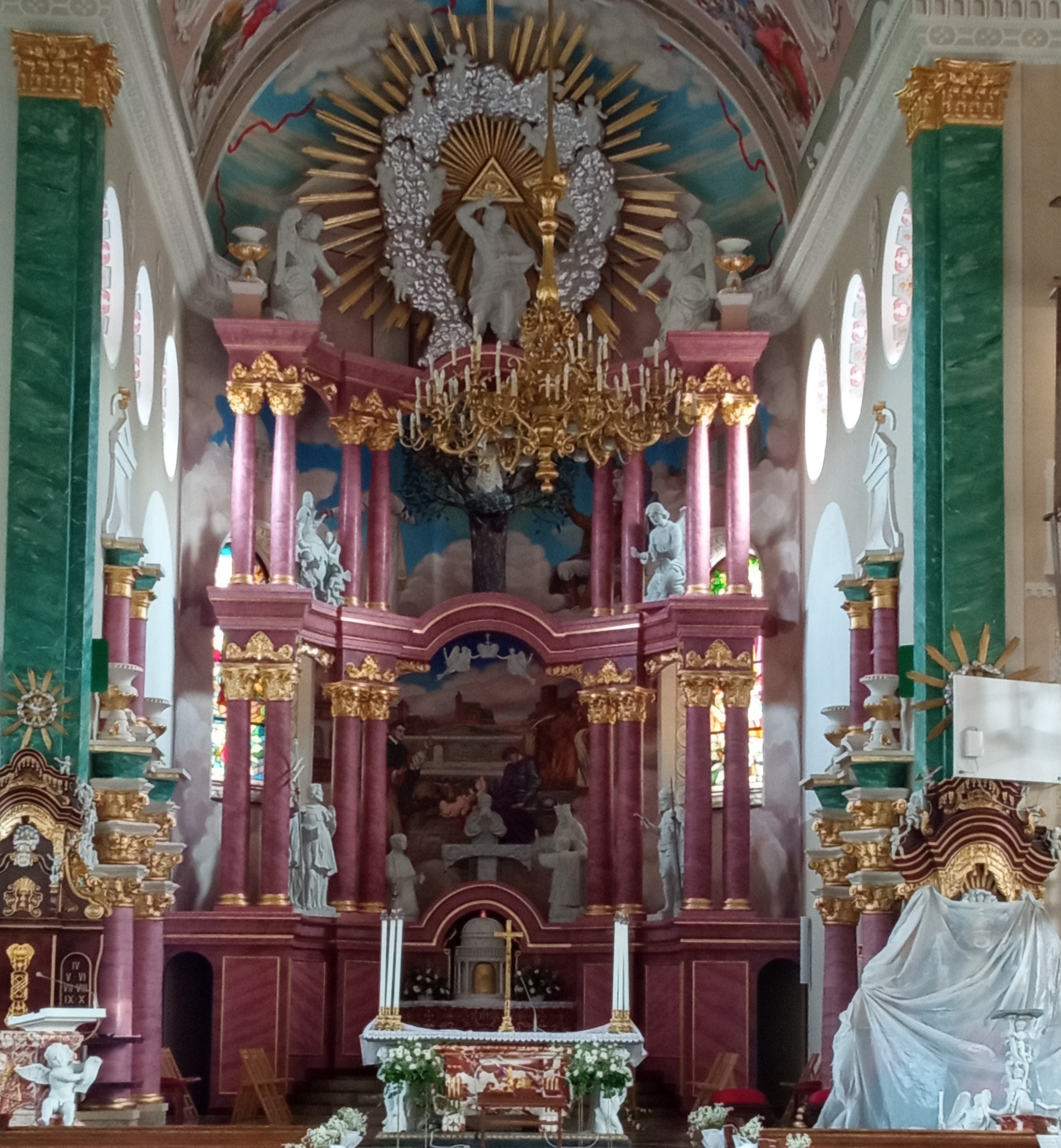
Ołtarz główny
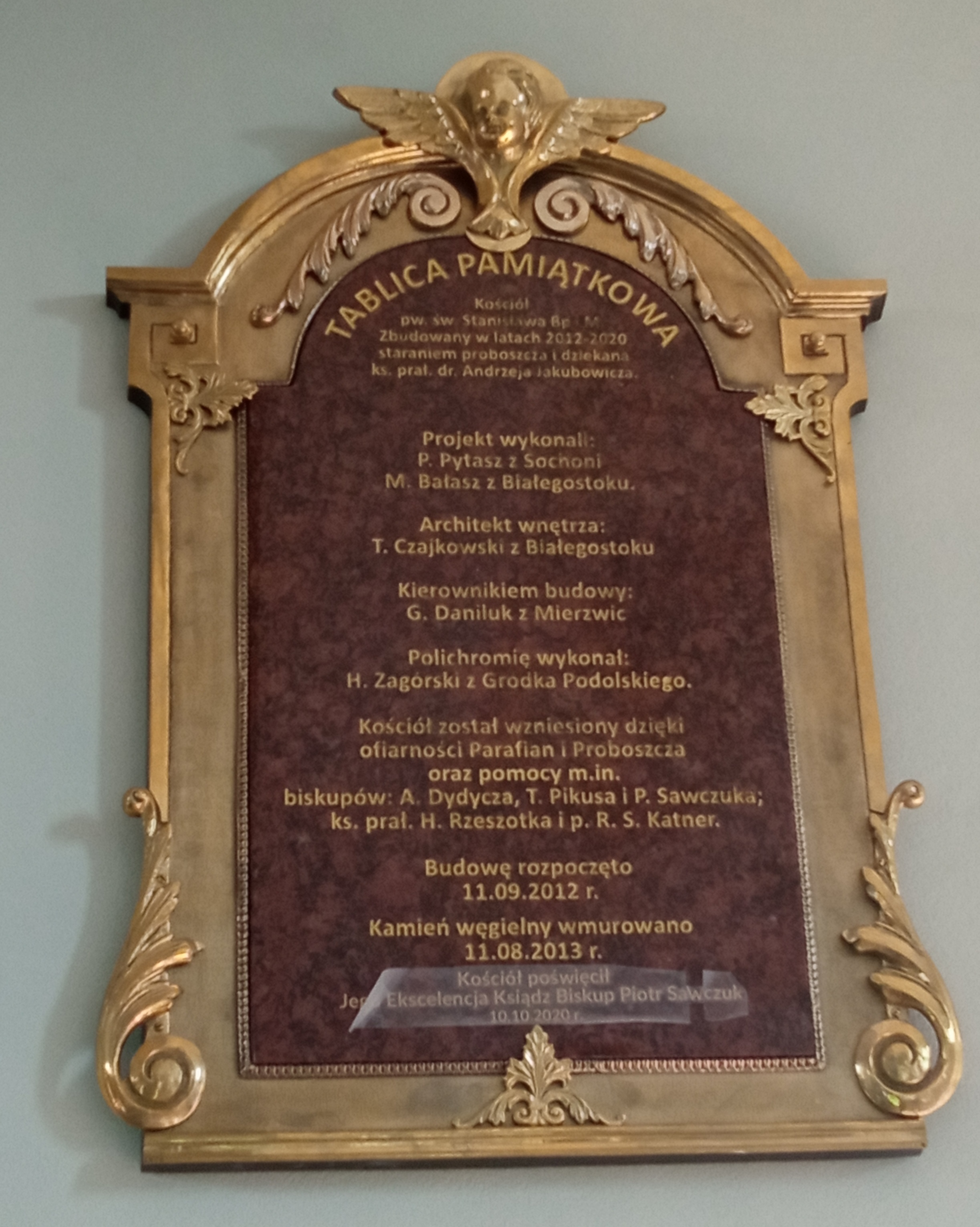
Tablica upamiętniająca budowę kościoła
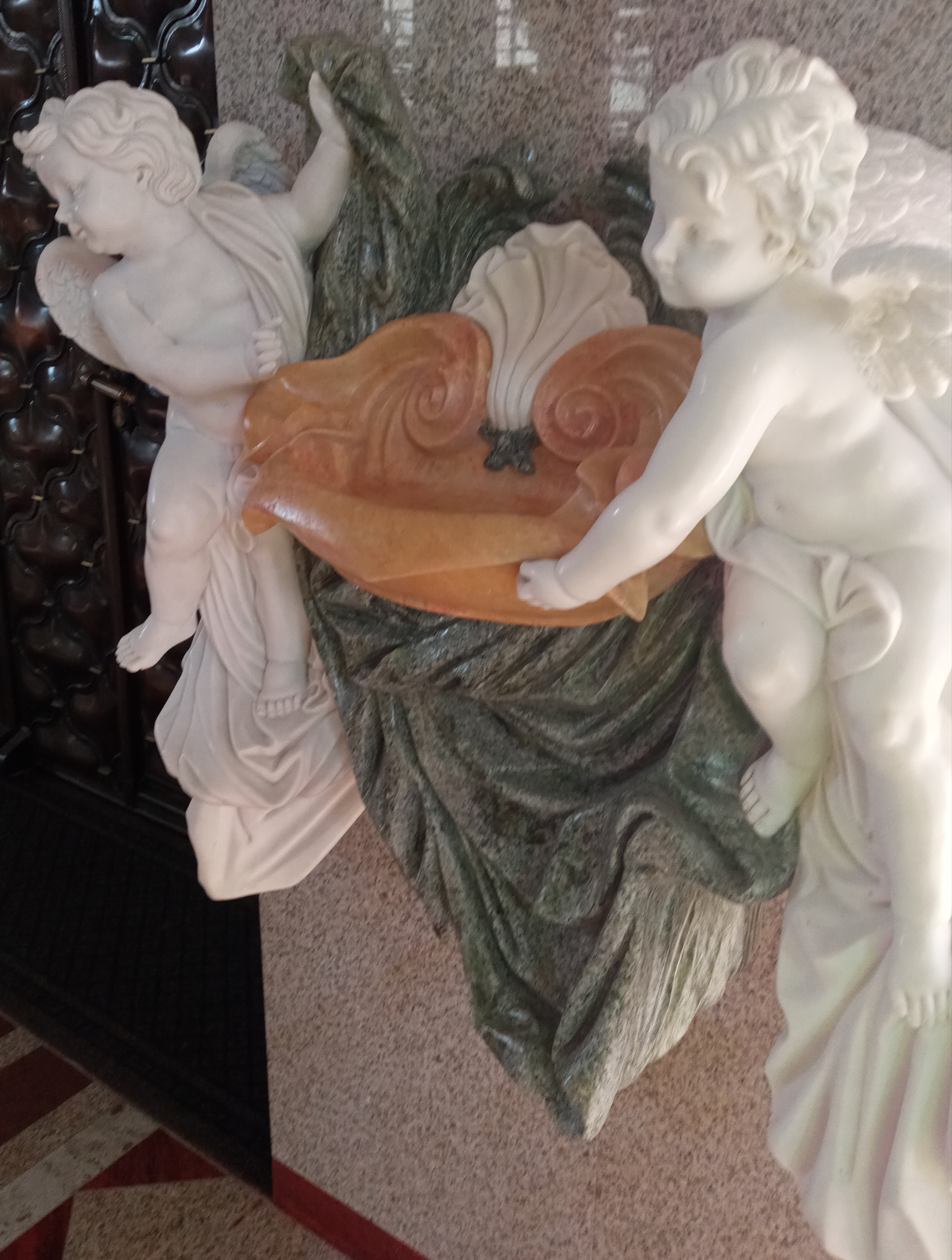
Kropielnica
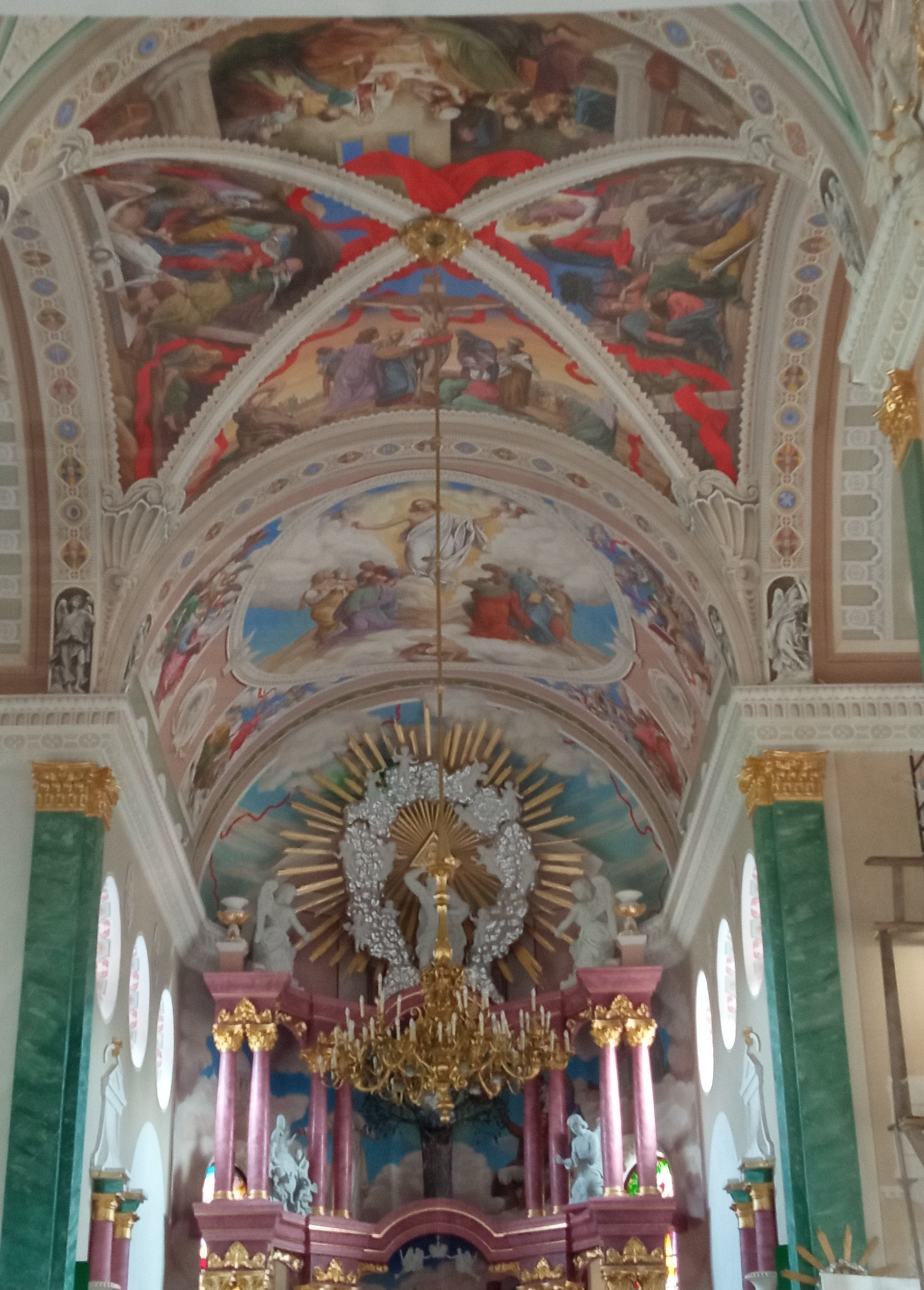
Polichromie w kościele
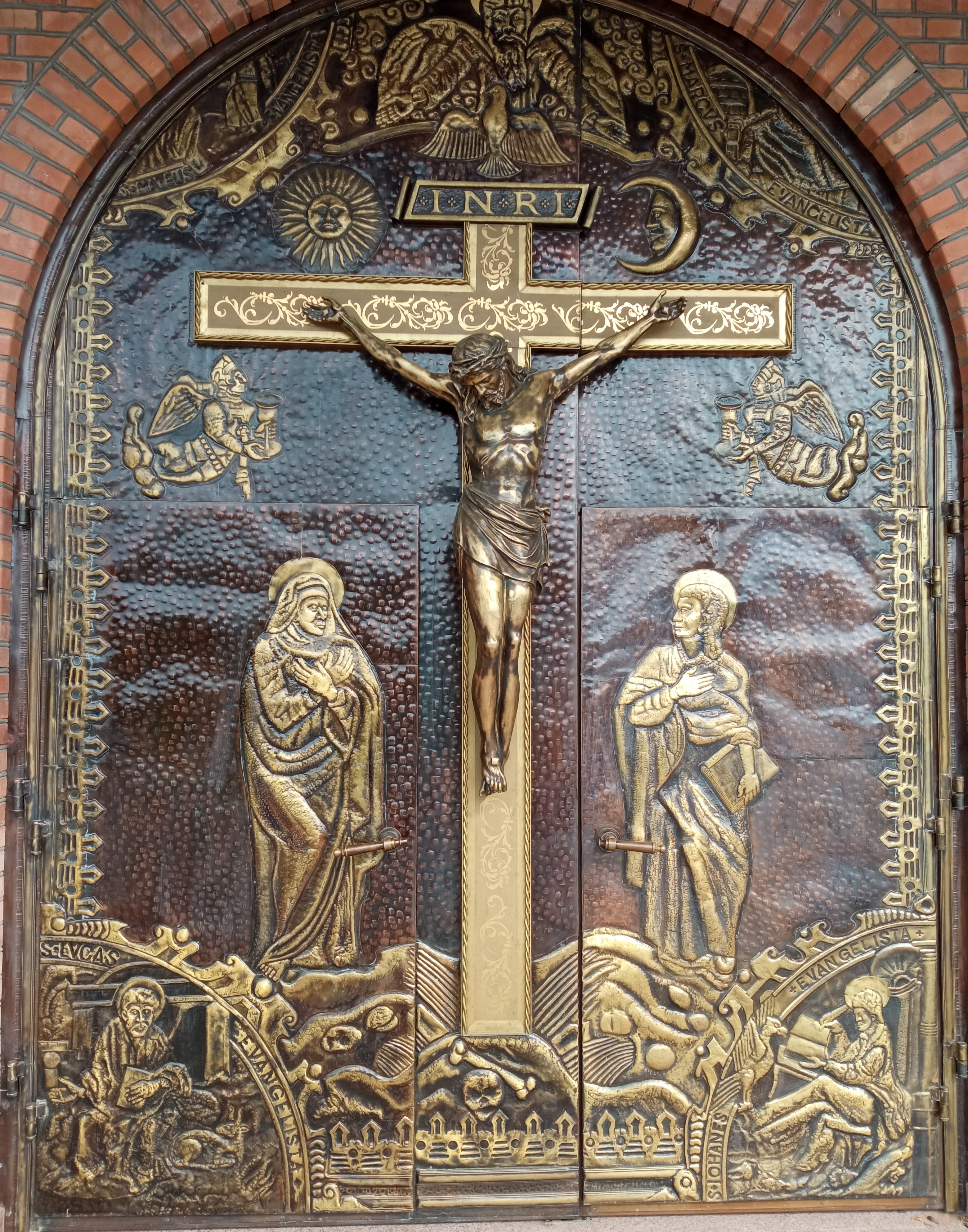
Główne drzwi wejściowe